# 唐崎駅
唐崎駅（からさきえき）は、滋賀県大津市唐崎二丁目にある、西日本旅客鉄道（JR西日本）湖西線の駅である。駅番号はJR-B28。
駅名の「唐崎」は、近江八景の一つ唐崎の夜雨として有名であり、古典作品などによく登場する。発表当時湖西線自体は開通していなかったが、鉄道唱歌（1900年）にも登場している。

## 歴史
建設時の仮称は「新滋賀里」であったが、地理的に滋賀里地内でないこと、当時存在した隣町の志賀町と混同される可能性があること、古くから近江八景（唐崎の夜雨）で知られる近くの「唐崎」の地名を採用してほしいことから現在の駅名になった。

### 年表
- 1974年（昭和49年）7月20日：日本国有鉄道湖西線の山科駅 - 近江塩津駅間の全線開通と同時に開業[3]。旅客のみを取り扱う駅員無配置駅[4]。
- 1987年（昭和62年）4月1日：国鉄分割民営化により、西日本旅客鉄道（JR西日本）の駅となる[5]。
- 1998年（平成10年）9月24日：自動改札機を設置し、供用開始[6]。
- 2003年（平成15年）11月1日：ICカード「ICOCA」の利用が可能となる。
- 2007年（平成19年）10月6日：バリアフリー化工事が始められる。
- 2008年（平成20年）3月15日：ダイヤ改正と同時に、この日からエレベーター・多目的トイレ・発車標（電光掲示板）が使用され始める。
- 2016年（平成28年）3月26日：ダイヤ改正に伴い、緩行線電車の乗り入れが廃止される。
- 2018年（平成30年）3月17日：駅ナンバリングが導入され、使用を開始する[7]。
- 2024年（令和6年）10月24日：みどりの窓口の営業を終了[8]。

## 駅構造

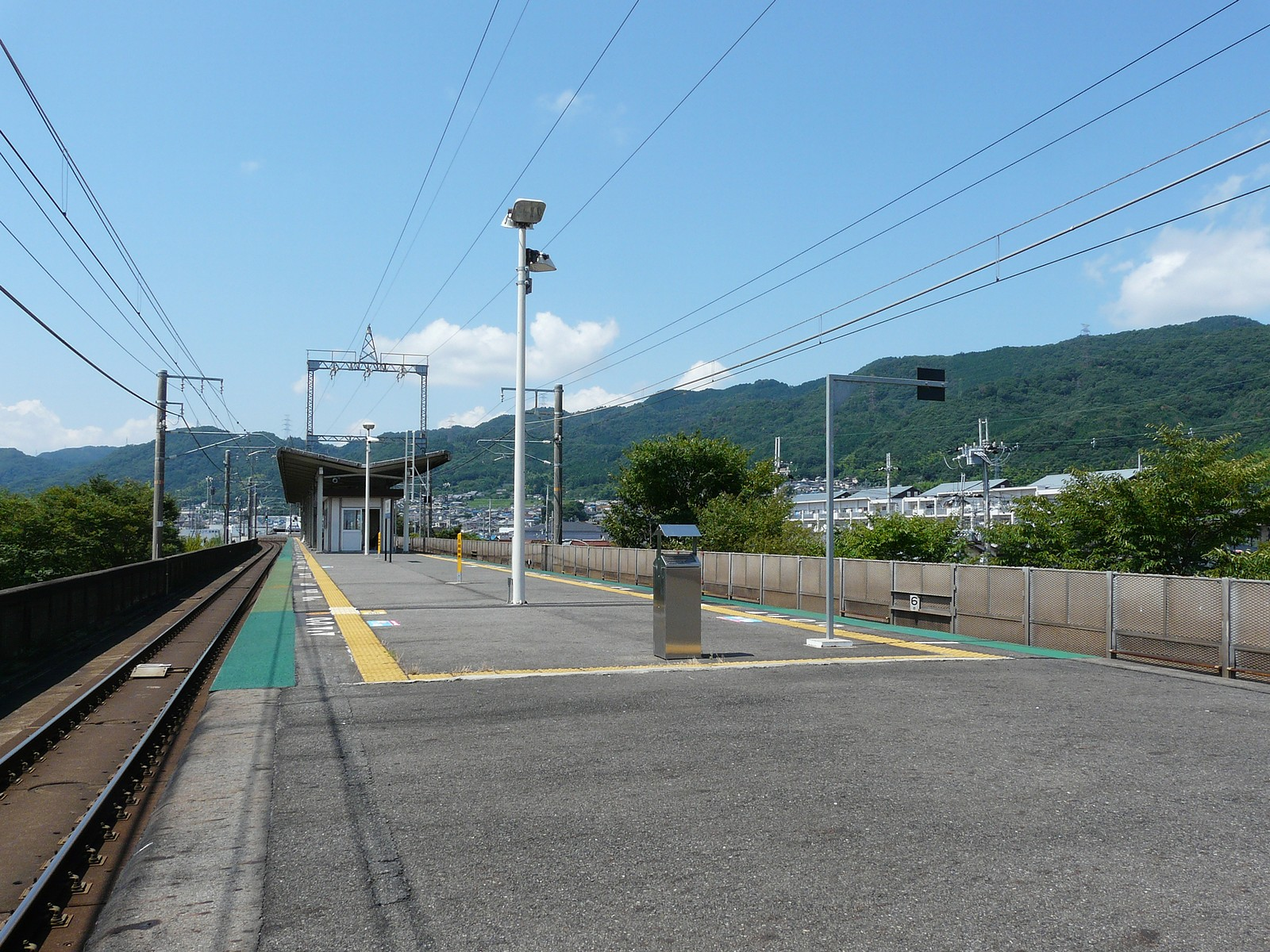
ホーム（2007年8月）

島式ホーム1面2線を有する高架駅。分岐器や絶対信号機を持たないため、停留所に分類される。改札口は地上に1か所ある。改札口からホームへは階段・エレベーターが1本通じている。
堅田駅が管理し、JR西日本交通サービスが駅業務を受託する業務委託駅。ICOCA利用可能駅（相互利用可能ICカードはICOCAの項を参照）。
バリアフリー化工事でホームエレベーター・多目的トイレが設置されることになったため、2007年10月6日から工事が始められた。そのため、西・北・東側の3つの出入口のうち、北・東側の出入口が使用できなくなり、2007年11月30日からはホームのエレベーターが設置される位置に仮囲いが設置されていた。その後工事が終了し、2008年3月15日のダイヤ改正と同時にホームエレベーター・多目的トイレ・2段手すり・発車標（電光掲示板）が使用され始めた。

### のりば
| のりば | 路線   | 方向 | 行先               |
| ------ | ------ | ---- | ------------------ |
| 1      | 湖西線 | 下り | 堅田・近江今津方面 |
| 2      | 湖西線 | 上り | 山科・京都方面     |

- ホームの長さは180 mで、ホーム有効長は8両編成である。
- ホーム上には待合室が設置されている。

## 利用状況
JR西日本の移動等円滑化取組報告書によれば、2023年度の1日当たりの利用者数は6,992人。「滋賀県統計書」によると、1日平均の乗車人員は以下の通りである。
| 年度   | 1日平均 乗車人員 | 出典        |
| ------ | ---------------- | ----------- |
| 1992年 | 2,888            | [ 統計 2 ]  |
| 1993年 | 3,101            | [ 統計 3 ]  |
| 1994年 | 3,219            | [ 統計 4 ]  |
| 1995年 | 3,211            | [ 統計 5 ]  |
| 1996年 | 3,232            | [ 統計 6 ]  |
| 1997年 | 3,271            | [ 統計 7 ]  |
| 1998年 | 3,313            | [ 統計 8 ]  |
| 1999年 | 3,257            | [ 統計 9 ]  |
| 2000年 | 3,285            | [ 統計 10 ] |
| 2001年 | 3,189            | [ 統計 11 ] |
| 2002年 | 3,198            | [ 統計 12 ] |
| 2003年 | 3,140            | [ 統計 13 ] |
| 2004年 | 3,125            | [ 統計 14 ] |
| 2005年 | 3,168            | [ 統計 15 ] |
| 2006年 | 3,252            | [ 統計 16 ] |
| 2007年 | 3,323            | [ 統計 17 ] |
| 2008年 | 3,401            | [ 統計 18 ] |
| 2009年 | 3,436            | [ 統計 19 ] |
| 2010年 | 3,446            | [ 統計 20 ] |
| 2011年 | 3,492            | [ 統計 21 ] |
| 2012年 | 3,507            | [ 統計 22 ] |
| 2013年 | 3,644            | [ 統計 23 ] |
| 2014年 | 3,617            | [ 統計 24 ] |
| 2015年 | 3,719            | [ 統計 25 ] |
| 2016年 | 3,792            | [ 統計 26 ] |
| 2017年 | 3,854            | [ 統計 27 ] |
| 2018年 | 3,848            | [ 統計 28 ] |
| 2019年 | 3,871            | [ 統計 29 ] |
| 2020年 | 3,089            | [ 統計 30 ] |
| 2021年 | 3,162            | [ 統計 31 ] |
| 2022年 | 3,373            | [ 統計 32 ] |

## 駅周辺
駅から少し離れた北側を西大津バイパス（国道161号）が、駅からやや離れた南側を滋賀県道558号線（西近江路）が通る。駅南側にロータリーがあり、マンション型の公営住宅が隣接する。駅北側は民家が多いが、田畑がわずかに残る。駅南側はかつて軍の施設が多かったことから、現在でも民家は少なく、公営住宅や公共施設、官有地となっている。
- 大津市役所唐崎支所
- 大津唐崎郵便局
- 唐崎神社
- 大津市立唐崎中学校
- 大津市立唐崎小学校
- 全国市町村国際文化研修所（JIAM）[10]
- 滋賀県警察部科学捜査研究所
- 中部方面混成団大津自動車教習所
- 滋賀海軍航空隊跡 平和記念碑 - 駅前ロータリー内
- 県営都市公園湖岸緑地唐崎苑
- ノートルダム教育修道女会 唐崎修道院
- 西大津バイパス（国道161号）
- 滋賀県道558号高島大津線（西近江路）
- 江若交通「唐崎」停留所 - 滋賀県道558号線沿い
- フレンドマート 唐崎店
- ハッピーテラダ大津唐崎店（スーパーマーケット）

## 隣の駅
西日本旅客鉄道（JR西日本）
 湖西線
■新快速・■快速
通過
■普通（一部JR京都線直通 高槻以西は快速）
比叡山坂本駅 (JR-B27) - 唐崎駅 (JR-B28) - 大津京駅 (JR-B29)

### 記事本文